# Groten

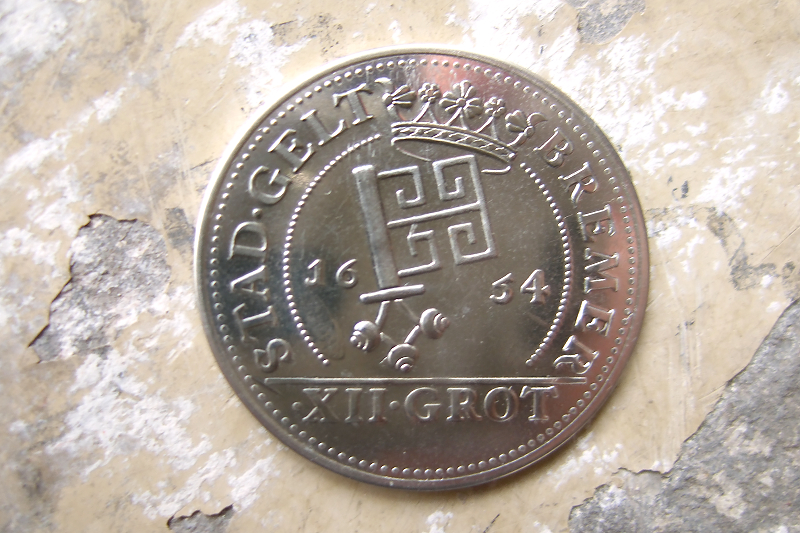
Nachbildung einer Bremer 12-Groten-Münze aus dem Jahr 1654

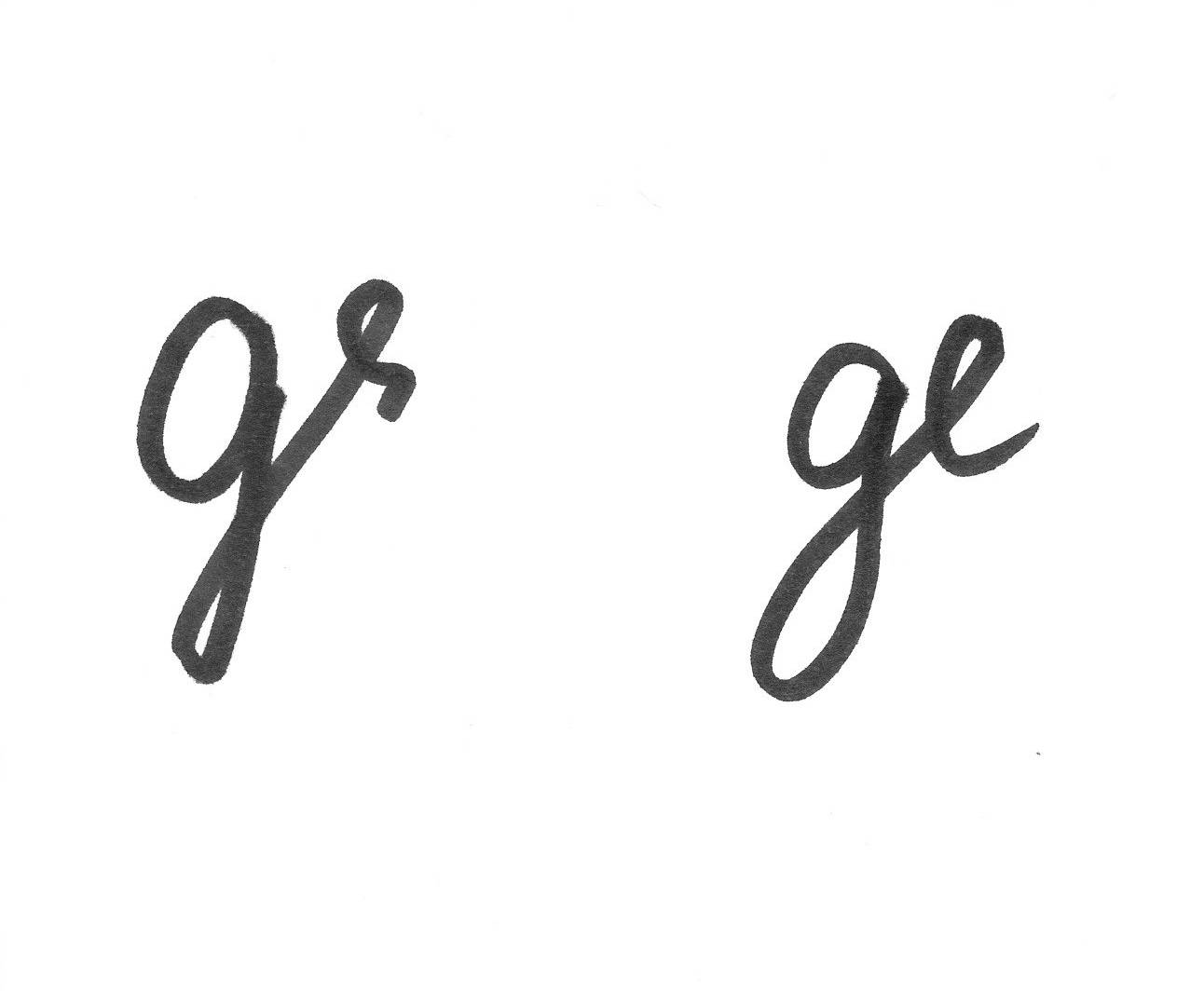
Abkürzungen für Groschen oder Groten im Schriftverkehr

Groten (Plural Groten, teilweise, wenn als Nominal oder Wertangabe auch Grote) ist die Bezeichnung für einen norddeutschen Kleingroschen, der ursprünglich 4 Meißner Pfennig und dann später 5 (geringerwertige) Schwaren galt. Er ist sprachlich verwandt mit dem englischen Groat (= 4 Pence).
In Flandern war das flämische Pfund in 20 Schilling zu 12 Groten (Sg. groot) eingeteilt. 1 Groot entsprach 8 holländischen Pfennigen oder 4 Deut, 2 Groten 1 Stüber, 40 Groten 1 holländischen Gulden. Der Brabanter Groot oder Plak stand zum Flämischen im Verhältnis 3:2.
In Bremen und Oldenburg galt der Groten bis zur Einführung der Mark am 1. Juli 1872. In Bremen galt: 1 Taler Gold = 72 Grote = 360 Schwaren. 1872 gab es Stücke zu 12 Groten, 6 Groten, 1 Groten und ½ Groten.
Nach dem Münzgesetz vom 4. Dezember 1871 entsprach die Krone zu 10 Mark 3 1⁄93 Bremische Taler Gold. Daraus ergab sich die Umrechnung:
- 1 Groten ≈ 5 Pfennig,
- 1 Mark = 21 Groten 3 12⁄31Schwaren.

Am 1. Juli 1872 wurden die Bremer Münzen außer Kurs gesetzt.